# RV1 Au Fil de l'Eau
De RV1 Au Fil de l'Eau is een Rando Vélo-route in Wallonië en is 129 km lang. De route start in Sint-Jans-Molenbeek in het Brussels Hoofdstedelijk Gewest. De route is zo genoemd omdat deze grotendeels langs water voert, zoals het Kanaal Charleroi-Brussel,  de Samber en Lac de la Plate Taille. De route eindigt in Chimay en is in 2 richtingen bewegwijzerd met blauw-gele markeringen.

## Traject
De route doorkruist het Brussels Hoofdstedelijk Gewest en de provincies Vlaams-Brabant, Waals-Brabant, Namen en Henegouwen. In Brussel sluit de route aan op de EuroVelo EV5 Via Romea Francigena, LF Kunststedenroute, de RV4a en RV10. 
De route start in Brussel, in de wijk Sint-Jans-Molenbeek. Ze volgt het Kanaal Charleroi-Brussel zuidwaarts. De route komt in de provincie Vlaams-Brabant.
Na Halle blijft de route het kanaal zuidwaarts volgen en gaat de route Wallonië in. De route gaat door Ronquières bekend om zijn hellend vlak voor schepen. Vanaf hier wordt het oude Kanaal Charleroi-Brussel gevolgd. Bij Seneffe wordt dit kanaal overgestoken. 
In Manage start het Centrumkanaal, het punt waar het uitkomt in het Kanaal Charleroi-Brussel ligt iets van de route af. De route verlaat het kanaal en beklimt de Côte de la Marlette.
Tussen Lobbes en Thuin wordt de Samber gevolgd, parallel lopen hier ook de EuroVelo EV3 Pelgrimsroute en de RV8b mee met de route. Verder voert de route langs het grote meer Lac de la Plate Taille om te eindigen in Chimay. Hier kan worden aangesloten op de RV3. Deze RV3 loopt vanaf Robechies al parallel mee met de route.

## Aansluitingen met Europese routes
- In Brussel sluit de route aan op de EuroVelo EV5 Via Romea Francigena.
- Tussen Lobbes en Thuin loopt de route parallel met de EuroVelo EV3 Pelgrimsroute.

## Aansluitingen met andere LF- of icoonroutes
- In Brussel sluit de route aan op de LF Kunststedenroute, de RV4a en RV10.
- In Halle kruist de route de LF Vlaanderenroute, de LF Heuvelroute en de LF Groene Gordelroute.
- In Ronquières kruist de route de RV6.
- Tussen Lobbes en Thuin loopt de route parallel met de RV8b.
- Tussen Robechies en Chimay loopt de route parallel met de RV3.

## Aansluitingen met regionale routes
- Op elk willekeurig punt kan gebruik worden gemaakt van het fietsroutenetwerk ter plaatse.
- Op diverse plaatsen kunnen de Gewestelijke fietsroutes opgepakt worden.
- Op diverse plaatsen kan de Groene Wandeling opgepakt worden.
- In Halle kan de W3 La Véloroute des Carnavals (regionale RAVeL-route) opgepakt worden.
- In Seneffe kan de W4 Canaux, fleuves et rivières (regionale RAVeL-route) opgepakt worden.
- In Thuin kan de W6 Au Fil de l'Eau (regionale RAVeL-route) opgepakt worden.
- In Chimay kan de W8 Entre Fagnes et Famenne (regionale RAVeL-route) opgepakt worden.